# Why'd You Only Call Me When You're High?
Why'd You Only Call Me When You're High? è un singolo degli Arctic Monkeys, indie rock band originaria di Sheffield. La canzone è contenuta nell'album AM ed è stata pubblicata come singolo l'11 agosto 2013. Nella versione CD del singolo la canzone sarà accompagnata da Stop the World I Wanna Get Off with You.

## Video musicale
Il video musicale, diretto da Nabil Elderkin, è stato filmato nel luglio 2013 ed è stato pubblicato l'11 agosto dello stesso anno. Il video mostra la band intenta a trascorrere una tranquilla serata alcolica in un pub di Londra, ma Alex Turner ubriaco, si distrae per inviare messaggi ad una ragazza di nome Stephanie. Il cantante inizia ad avere delle allucinazioni nel locale, in bagno e poi in strada per fare una passeggiata, fra i quali Stephanie che ha un rapporto sessuale o gira nuda su una moto. Alex continua a inviare messaggi ma la ragazza continua a non rispondere. Alla fine il cantante arriva a una casa sbagliata e bussa. La scena finale mostra Stephanie a casa sua sollevare il telefono e decidere di ignorare i suoi messaggi.

## Tracce
Download digitale
- Why'd You Only Call Me When You're High?- 2:44

7"
- Why'd You Only Call Me When You're High?- 2:44
- Stop the World I Wanna Get Off with You

## Classifiche
Il singolo debutta il 18 agosto 2013 alla numero 8 della classifica britannica, diventando il secondo singolo della band ad entrare nella top ten dopo Fluorescent Adolescent del 2007.
| Classifica (2013) | Posizione massima |
| ----------------- | ----------------- |
| Regno Unito       | 8                 |
| Irlanda           | 33                |

## Curiosità
- La canzone, tramite una fuga di notizie, era stata già resa nota sul web il 29 luglio 2013.[11]